# Nosiola
Nosiola ist eine Weißweinsorte, die in den Provinzen Trient und Verona der italienischen Regionen Trentino-Südtirol und Venetien angebaut wird. Sie wird zum Beispiel in den Weinen der DOC Sorni und Trentino Nosiola verwendet. Aktuell sind noch 108 Hektar (Stand 1999) bestockt, nachdem die Sorte noch Anfang des 20. Jahrhunderts sehr beliebt war.

## Eigenschaften
Die spätreifende Nosiola erbringt strohgelbe, fruchtige Weißweine  mit flacher Struktur (→ fehlende Säure) und einem leichten Bitterton.
Nosiola ist auch ein Synonym für die weiße Rebsorte Durella. Beide Sorten sind jedoch nicht miteinander verwandt. DNA-Analysen am „Istituto agrario di San Michele all'Adige“ heute Fondazione Edmund Mach in San Michele all’Adige brachten jedoch einen Hinweis auf eine Verwandtschaft zur alten, in den Schweizer Alpen beheimateten Rebsorte Resi.
Siehe auch den Artikel Weinbau in Italien sowie die Liste von Rebsorten.

## Ampelographische Sortenmerkmale
In der Ampelographie wird der Habitus folgendermaßen beschrieben:
- Die Triebspitze ist halboffen. Sie ist nur spinnwebig behaart und grünlich. Die gelblich-grünen Jungblätter sind unbehaart und glänzend.
- Die mittelgroßen Blätter sind drei- oder fünflappig und schwach gebuchtet. Die Stielbucht ist lyrenförmig offen. Das Blatt ist stumpf gezahnt. Die Zähne sind im Vergleich zu anderen Sorten mittelgroß. Die Blattoberfläche (auch Spreite genannt) ist leicht blasig gewellt.
- Die walzenförmige Traube ist mittelgroß, geschultert und dichtbeerig. Die rundlichen Beeren sind klein bis mittelgroß und von grünlicher bis goldgelber Farbe. Die Schale der Beeren ist dünnhäutig und das Aroma der saftigen Beeren neutral.

Die Sorte ist wuchsstark aber ertragsschwach, da sie auch häufig zur Verrieselung neigt. Nosiola reift ca. 35 Tage nach der Rebsorte Gutedel und zählt damit zu den spätreifenden Sorten.

## Synonyme
Die Rebsorte Nosiola ist auch unter den Synonymnamen: Durel, Durella (irrtümlich), Durello, Durola Veronese, Groppello Bianco, Nosella, Nosellara, Nosilla, Nosiola Gentile, Nusiola, Nusiola Gentile, Spargelen, Spargeren, Spatfelen bekannt.